# Al-Sailiya SC
Al-Sailiya Sports Club is een voetbalclub uit Doha in Qatar.
De club werd opgericht in 1995 en speelt haar thuiswedstrijden in de Qatari League in het Khalifa International Stadion (capaciteit 50.000).
De club degradeerde in 2006 uit de Qatari League maar wist een jaar later weer te promoveren.

## Bekende (ex-)spelers
- Mbark Boussoufa
- Moumouni Dagano
- Aruna Dindane
- Ali Karimi
- Kara Mbodj
- Michaël N'dri
- Adekanmi Olufade
- William Prunier
- Rachid Tiberkanine